# Saint-Lormel
Saint-Lormel (bretonisch: Sant-Loheñvel) ist eine Gemeinde mit 883 Einwohnern (Stand: 1. Januar 2022) im Département Côtes-d’Armor der Region Bretagne in Nordwest-Frankreich. Saint-Lormel gehört zum Arrondissement Dinan und zum Kanton Plancoët.

## Geographie
Saint-Lormel liegt etwa 20 Kilometer nordwestlich von Dinan. Der Arguenon begrenzt die Gemeinde im Osten. Umgeben wird Saint-Lormel von den Nachbargemeinden Saint-Cast-le-Guildo im Norden, Créhen im Osten, Plancoët im Süden und Südosten, Val-d’Arguenon im Westen und Südwesten sowie Saint-Pôtan im Westen.

## Bevölkerungsentwicklung
| Jahr      | 1793 | 1846 | 1896 | 1911 | 1946 | 1962 | 1968 | 1975 | 1982 | 1990 | 1999 | 2006 | 2012 |
| Einwohner | 352  | 387  | 901  | 816  | 681  | 729  | 716  | 736  | 780  | 787  | 777  | 876  | 895  |

## Sehenswürdigkeiten

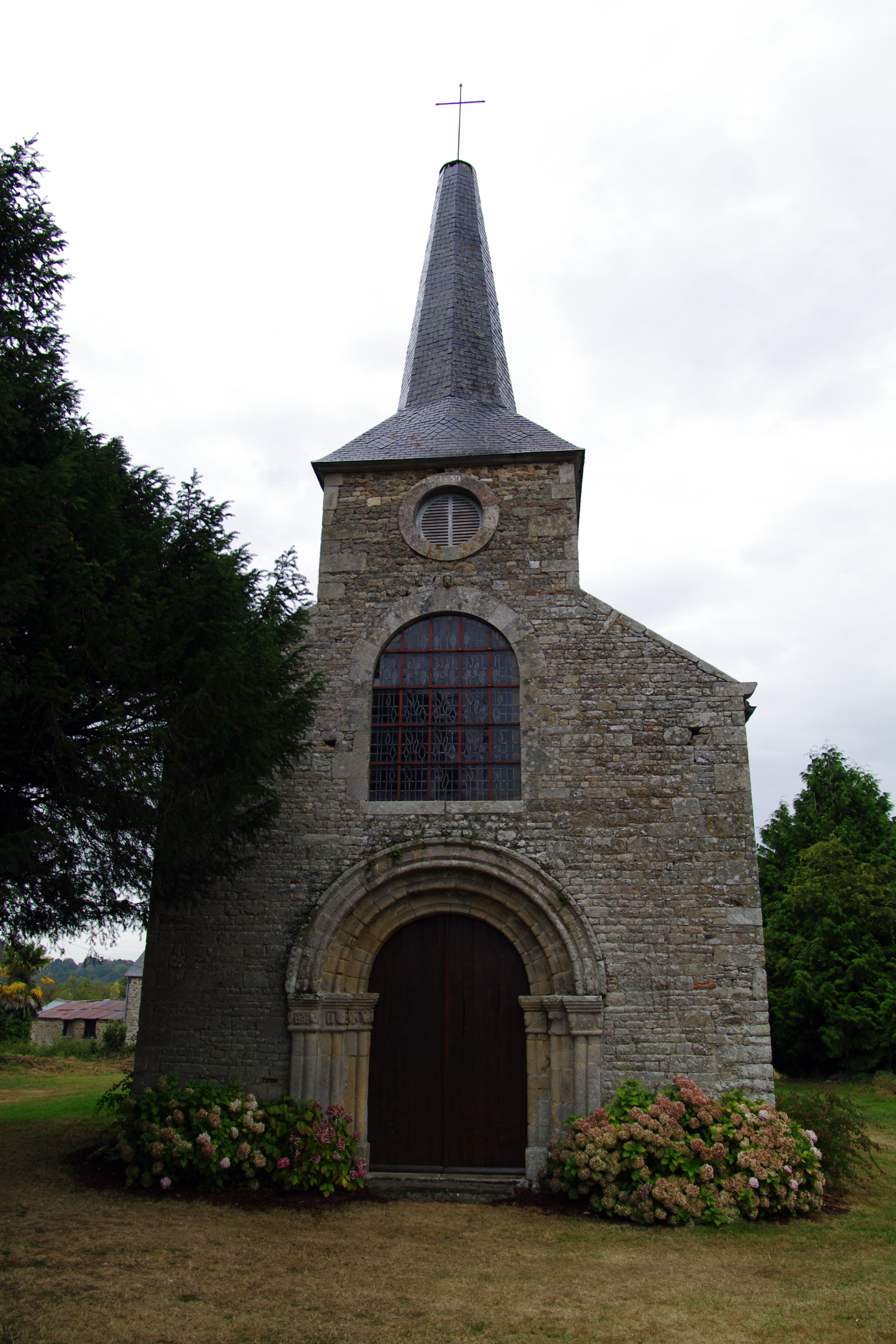
Alte Kirche Saint-Lunaire

- Alte Kirche Saint-Lunaire aus dem 12. Jahrhundert, kleinere Umbauten aus dem 15. Jahrhundert, Monument historique
- Schloss Le Ville-Robert aus dem 17./18. Jahrhundert
- Schloss L'Argentaye mit Kapelle, ursprünglich im 11. Jahrhundert errichtet, seit 1993 Monument historique

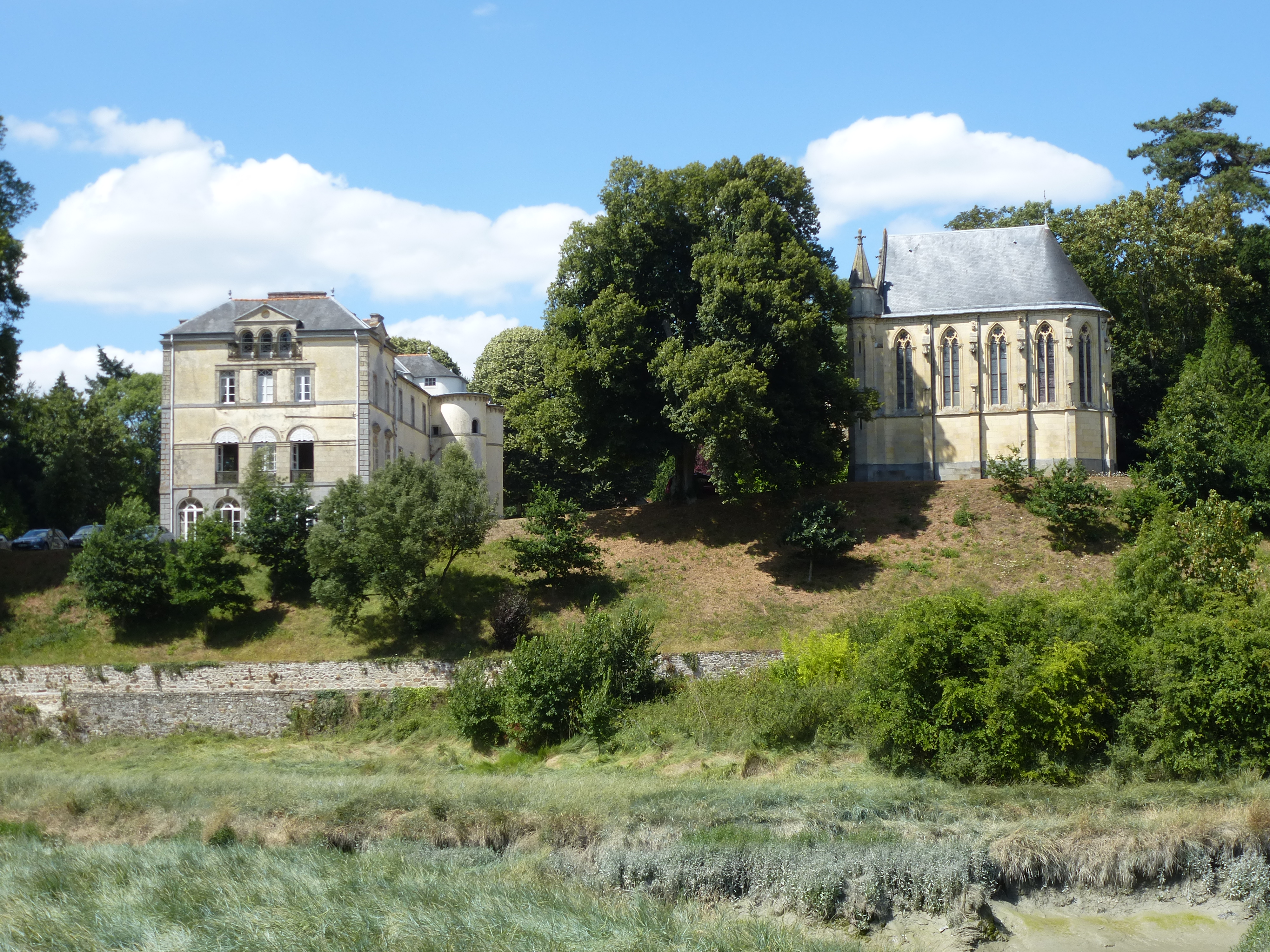
Schloss L'Argentaye mit Kapelle